# Cas abessiu
El cas abessiu (també conegut com a cas caritiu o cas privatiu) és el cas gramatical utilitzat per a marcar l'absència del substantiu que es declina en aquest cas. En català, aquesta funció és feta per la preposició sense o pel prefix a-.
El nom abessiu ve del verb llatí abesse ('estar lluny, estar absent') i és utilitzat especialment en referència a les llengües finoúgriques. El nom caritiu ve del verb llatí carere ('mancar') i se sol fer servir en referència a les llengües caucàsiques. El nom privatiu ve del verb llatí privare ('privar').

## En lesllengües aborígens australianes

### Martuthunira
En martuthunira, el cas privatiu es forma amb dos sufixos, wirriwa i wirraa. No és clar quin criteri es fa servir per a decidir quin dels dos sufixos cal usar:
| Parla-wirraa      | nganarna |
| diners-PRIV       | 1PL.EXC  |
| 'No tenim diners' |          |

## Enllengües finoúgriques

### Finès
En finès, el cas abessiu rep el sufix -tta/ttä, segons les regles de l'harmonia vocàlica. Per exemple:
raha 'diners'
rahatta 'sense diners'
Una construcció equivalent es pot crear amb el mot ilman i el partitiu:
ilman rahaa 'sense diners'
o, més rarament:
rahaa ilman 'sense diners'
El cas abessiu s'utilitza rarament en la llengua escrita i encara menys en la llengua oral, malgrat que algunes formes abessives són més comunes que els seus equivalents amb ilman:
tuloksetta 'sense èxit, sense profit'
Itkin syyttä 'vaig plorar sense motiu'
El cas abessiu, tanmateix, s'utilitza sovint per a les formes nominals dels verbs (que es formen amb l'afix -ma- / -mä-, com ara puhu-ma-tta 'sense parlar', osta-ma-tta 'sense comprar' o välittä-mä-ttä 'sense importar':
- Juna jäi tulematta 'el tren no va aparèixer'

Sovint, aquesta forma pot ser substituïda per la forma negativa del verb:
Juna ei tullut
A vegades, és possible sentir un usatge incorrecte de l'abessiu en finès, en què es combinen l'abessiu i el mot ilman:
ilman rahatta
Es debat si això és degut a la influència de l'estonià.

### Estonià
L'estonià també utilitza l'abessiu, que s'indica amb el sufix -ta tant en el singular com en el plural:
(ilma) autota 'sense cotxe'
Les formes nominals dels verbs s'indiquen amb l'afix -ma- i la marca d'abessiu -ta:
Rong jäi tulemata 'el tren no va aparèixer'